# Ruth Manuela Marie Bibinbe
Ruth Manuela Marie Bibinbe (née le 23 avril 2002) est une joueuse camerounaise de volley-ball féminin. Elle est membre de l'équipe du Cameroun de volley-ball féminin.

## Carrière en équipe nationale
Elle fait partie de l'équipe nationale du Cameroun au Masters de Volley de Montreux 2017 (en) et au Masters de Volley de Montreux 2018 (en).
Elle participe ensuite avec son équipe au Championnat du monde féminin de volley-ball 2018,.
Elle remporte la médaille d'argent des Jeux africains de 2019  puis l'or au Championnat d'Afrique féminin de volley-ball 2019 .

## Carrière en clubs
- Cameroun Bafia Evolution (2018)
- Msuwp
- Baylor University

## Palmarès
- Médaille d'or au Championnat d'Afrique féminin de volley-ball 2019.
- Médaille d'argent des Jeux africains de 2019.